# Mykołajiwka (rejon dnieprzański)
Mykołajiwka (ukr. Миколаївка) – wieś na Ukrainie, w obwodzie dniepropetrowskim, w rejonie dnieprzańskim. W 2001 liczyła 1266 mieszkańców, spośród których 1107 posługiwało się językiem ukraińskim, 154 rosyjskim, 1 mołdawskim, 1 węgierskim, 1 bułgarskim, 2 białoruskim, a 2 innym.